# Girondelle
Girondelle est une commune française située dans le département des Ardennes, en région Grand Est.

## Géographie

### Localisation
La commune de Foulzy s’est associée avec la commune de Girondelle, le 1er septembre 1973.

### Hydrographie
La commune est traversée par la ligne de partage des eaux entre  les bassins hydrographiques Rhin-Meuse et Seine-Normandie. Elle est drainée par la Sormonne, le ruisseau de Wagny, le ruisseau du Petit Moulin, le ruisseau de la Ste-Anne et le ruisseau Les Boutrous,.
La Sormonne, d'une longueur de 56 km, prend sa source dans la commune de Taillette et se jette  dans la Meuse à Warcq, après avoir traversé 23 communes.

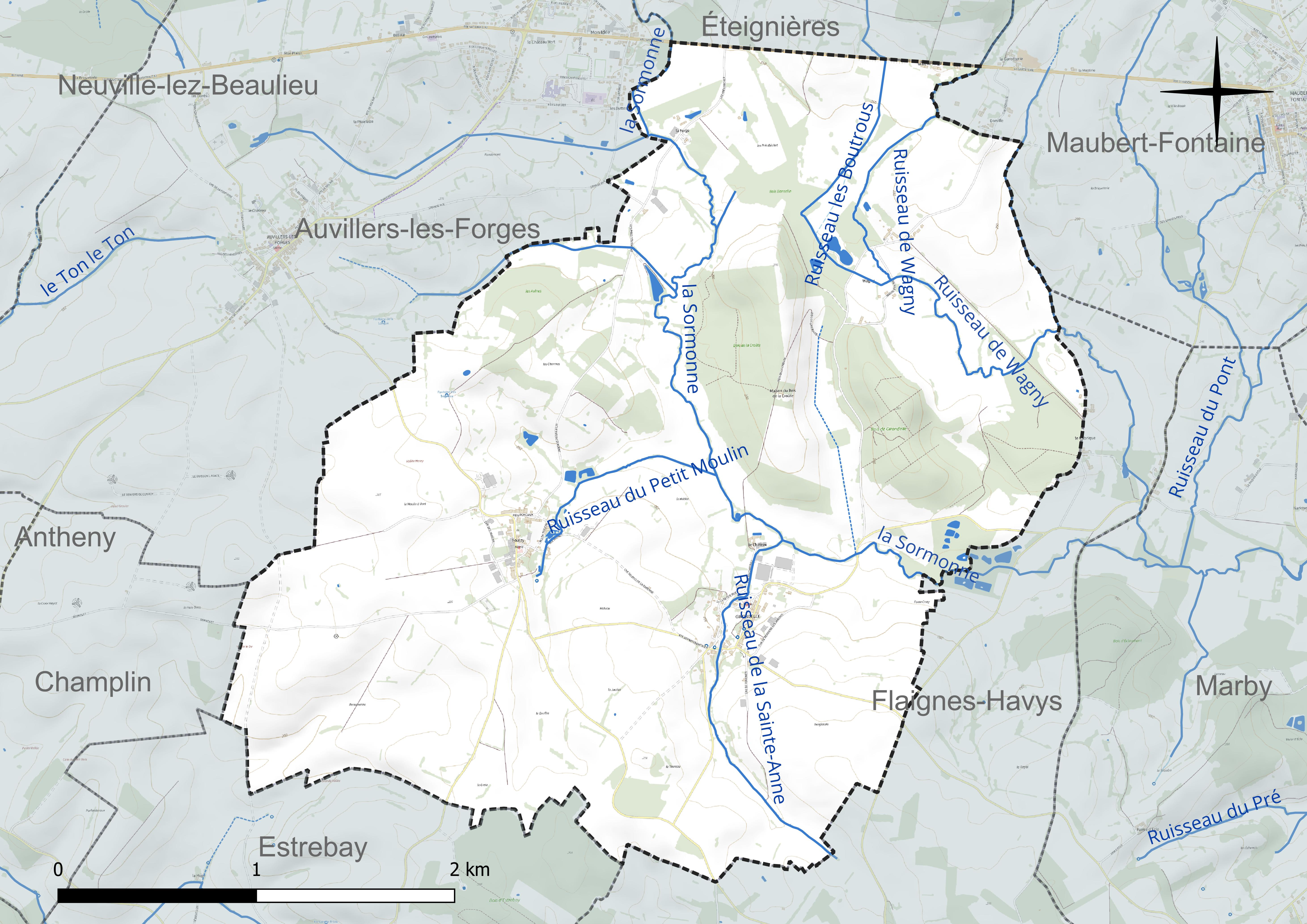
Réseau hydrographique de Girondelle.

### Climat
Pour des articles plus généraux, voir Climat du Grand Est et Climat des Ardennes.
En 2010, le climat de la commune est de type climat de montagne, selon une étude du Centre national de la recherche scientifique s'appuyant sur une série de données couvrant la période 1971-2000. En 2020, Météo-France publie une typologie des climats de la France métropolitaine dans laquelle la commune est exposée à un climat océanique altéré et est dans la région climatique Nord-est du bassin Parisien, caractérisée par un ensoleillement médiocre, une pluviométrie moyenne régulièrement répartie au cours de l’année et un hiver froid (3 °C).
Pour la période 1971-2000, la température annuelle moyenne est de 9,2 °C, avec une amplitude thermique annuelle de 15,6 °C. Le cumul annuel moyen de précipitations est de 1 040 mm, avec 13,7 jours de précipitations en janvier et 10,2 jours en juillet. Pour la période 1991-2020, la température moyenne annuelle observée sur la station météorologique de Météo-France la plus proche, « Rocroi », sur la commune de Rocroi à 13 km à vol d'oiseau, est de 9,5 °C et le cumul annuel moyen de précipitations est de 1 210,4 mm. 
La température maximale relevée sur cette station est de 37,6 °C, atteinte le 25 juillet 2019 ; la température minimale est de −14,7 °C, atteinte le 4 février 2012,,.
Les paramètres climatiques de la commune ont été estimés pour le milieu du siècle (2041-2070) selon différents scénarios d'émission de gaz à effet de serre à partir des nouvelles projections climatiques de référence DRIAS-2020. Ils sont consultables sur un site dédié publié par Météo-France en novembre 2022.

## Urbanisme

### Typologie
Au 1er janvier 2024, Girondelle est catégorisée commune rurale à habitat très dispersé, selon la nouvelle grille communale de densité à 7 niveaux définie par l'Insee en 2022.
Elle est située hors unité urbaine et hors attraction des villes,.

### Occupation des sols
L'occupation des sols de la commune, telle qu'elle ressort de la base de données européenne d’occupation biophysique des sols Corine Land Cover (CLC), est marquée par l'importance des territoires agricoles (89,1 % en 2018), une proportion identique à celle de 1990 (89,1 %). La répartition détaillée en 2018 est la suivante : 
prairies (62,2 %), terres arables (18,1 %), zones agricoles hétérogènes (8,8 %), forêts (8,6 %), zones urbanisées (2,3 %). L'évolution de l’occupation des sols de la commune et de ses infrastructures peut être observée sur les différentes représentations cartographiques du territoire : la carte de Cassini (XVIIIe siècle), la carte d'état-major (1820-1866) et les cartes ou photos aériennes de l'IGN pour la période actuelle (1950 à aujourd'hui).

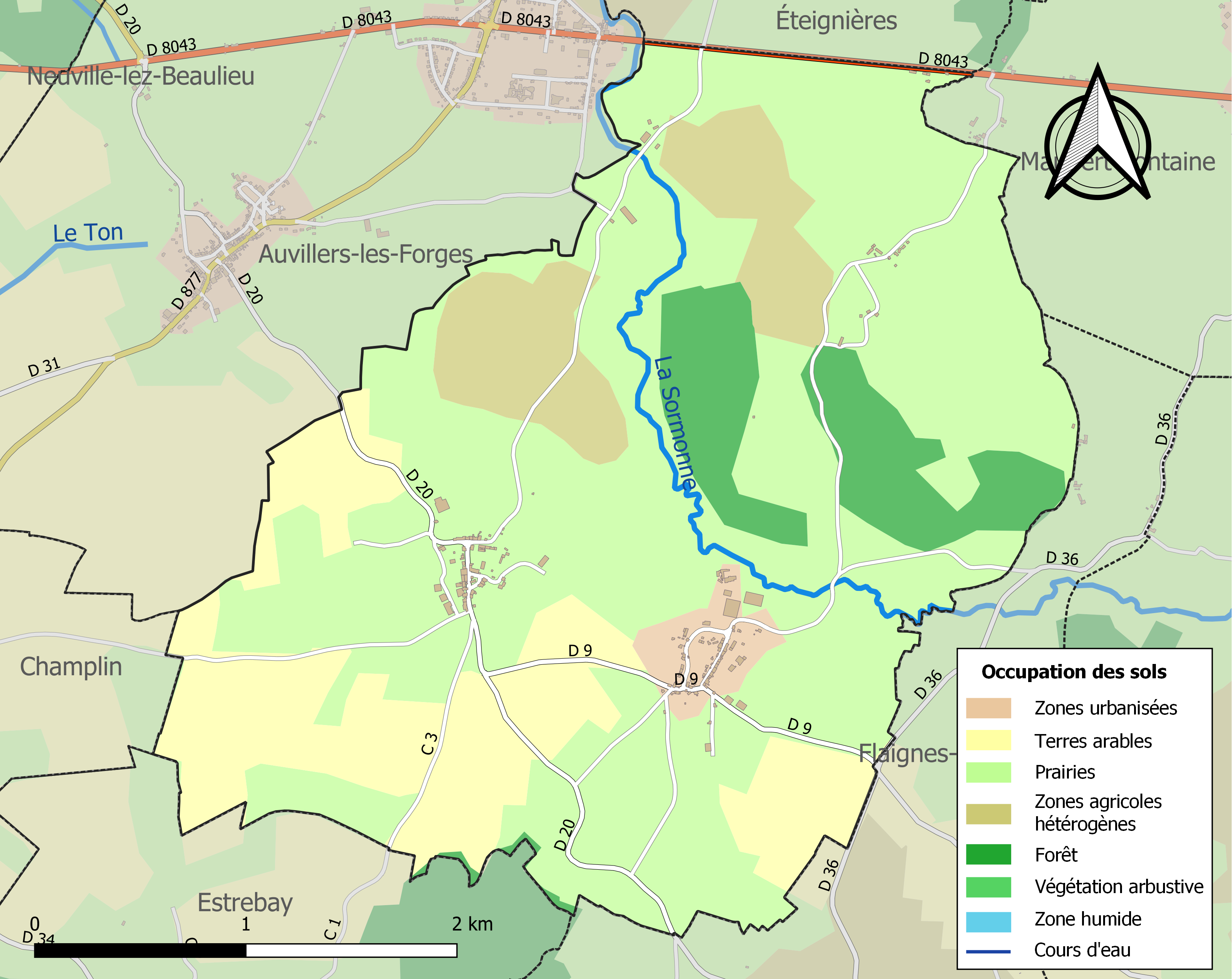
Carte des infrastructures et de l'occupation des sols de la commune en 2018 (CLC).

## Toponymie
Le nom de la localité est attesté sous la forme Girondella au XIe siècle.
Girondelle, nom de femme qui se trouve dans le refrain d'un motet du XIIIe siècle.

## Histoire
Girondelle est une vieille terre des seigneurs de Rumigny. À partir du onzième siècle cette terre est dénommée Girondella.
En 1205, les abbés Soibert, de Mouzon, et Hugues, d’Épernay, choisis pour arbitres, déterminent les droits respectifs de l’église de Reims et de Nicolas, seigneur de Rumigny, à Girondelle et dans les bois de Prez et de la Commune.
Le seigneur de Rumigny fonde en 1263 la chapelle du château de Girondelle. Le château doit donc dater d'avant 1263.
En 1654, Turenne fait raser le château de Girondelle.
Par la suite, la  châtellenie ou seigneurie de Girondelle comprend les villages suivants : Foulzy, Estrebay, Eteignères, Champlin (pour moitié), Laval, Auge et Antheny (pour les onze trente-sixièmes).
En 1914, le 3e régiment de hussards est installé sur le territoire de la commune. Il en partira le 6 août pour entrer en Belgique par Bouillon.

## Politique et administration
| Période                                  | Période                   | Identité              | Étiquette | Qualité                                                                  |
| ---------------------------------------- | ------------------------- | --------------------- | --------- | ------------------------------------------------------------------------ |
| Les données manquantes sont à compléter. |                           |                       |           |                                                                          |
| Mars 2001                                | Mars 2008                 | Robert Marquis        | UMP       |                                                                          |
| Mars 2008                                | Décembre 2021 (Démission) | Jean-Paul Sommelette, |           | Retraité de l'enseignement. Réélu pour le mandat 2014-2020 et 2020-2026, |
| Décembre 2021                            | En cours                  | Jérôme Rouet          |           | Professeur de Mécanique                                                  |

Girondelle a adhéré à la charte du parc naturel régional des Ardennes, à sa création en décembre 2011.

## Démographie
L'évolution du nombre d'habitants est connue à travers les recensements de la population effectués dans la commune depuis 1793. Pour les communes de moins de 10 000 habitants, une enquête de recensement portant sur toute la population est réalisée tous les cinq ans, les populations de référence des années intermédiaires étant quant à elles estimées par interpolation ou extrapolation. Pour la commune, le premier recensement exhaustif entrant dans le cadre du nouveau dispositif a été réalisé en 2007.

En 2022, la commune comptait 157 habitants, en évolution de +4,67 % par rapport à 2016 (Ardennes : −2,97 %, France hors Mayotte : +2,11 %).
| 1793 | 1800 | 1806 | 1821 | 1831 | 1836 | 1841 | 1846 | 1851 |
| ---- | ---- | ---- | ---- | ---- | ---- | ---- | ---- | ---- |
| 235  | 209  | 234  | 243  | 287  | 285  | 297  | 281  | 272  |

| 1866 | 1872 | 1876 | 1881 | 1886 | 1891 | 1896 | 1901 | 1906 |
| ---- | ---- | ---- | ---- | ---- | ---- | ---- | ---- | ---- |
| 260  | 243  | 234  | 193  | 219  | 189  | 166  | 151  | 158  |

| 1911 | 1921 | 1926 | 1931 | 1936 | 1946 | 1954 | 1962 | 1968 |
| ---- | ---- | ---- | ---- | ---- | ---- | ---- | ---- | ---- |
| 143  | 144  | 130  | 111  | 103  | 115  | 116  | 106  | 90   |

| 1975 | 1982 | 1990 | 1999 | 2006 | 2007 | 2012 | 2017 | 2022 |
| ---- | ---- | ---- | ---- | ---- | ---- | ---- | ---- | ---- |
| 153  | 151  | 127  | 139  | 145  | 146  | 147  | 153  | 157  |

## Culture locale et patrimoine

### Lieux et monuments
- Église Saint-Nicaise de Girondelle.
- Église Saint-Rémi de Foulzy. Les fonts baptimaux sont classés Monument historique à titre d'objet (Notice no PM08000199, sur la plateforme ouverte du patrimoine, base Palissy, ministère français de la Culture).

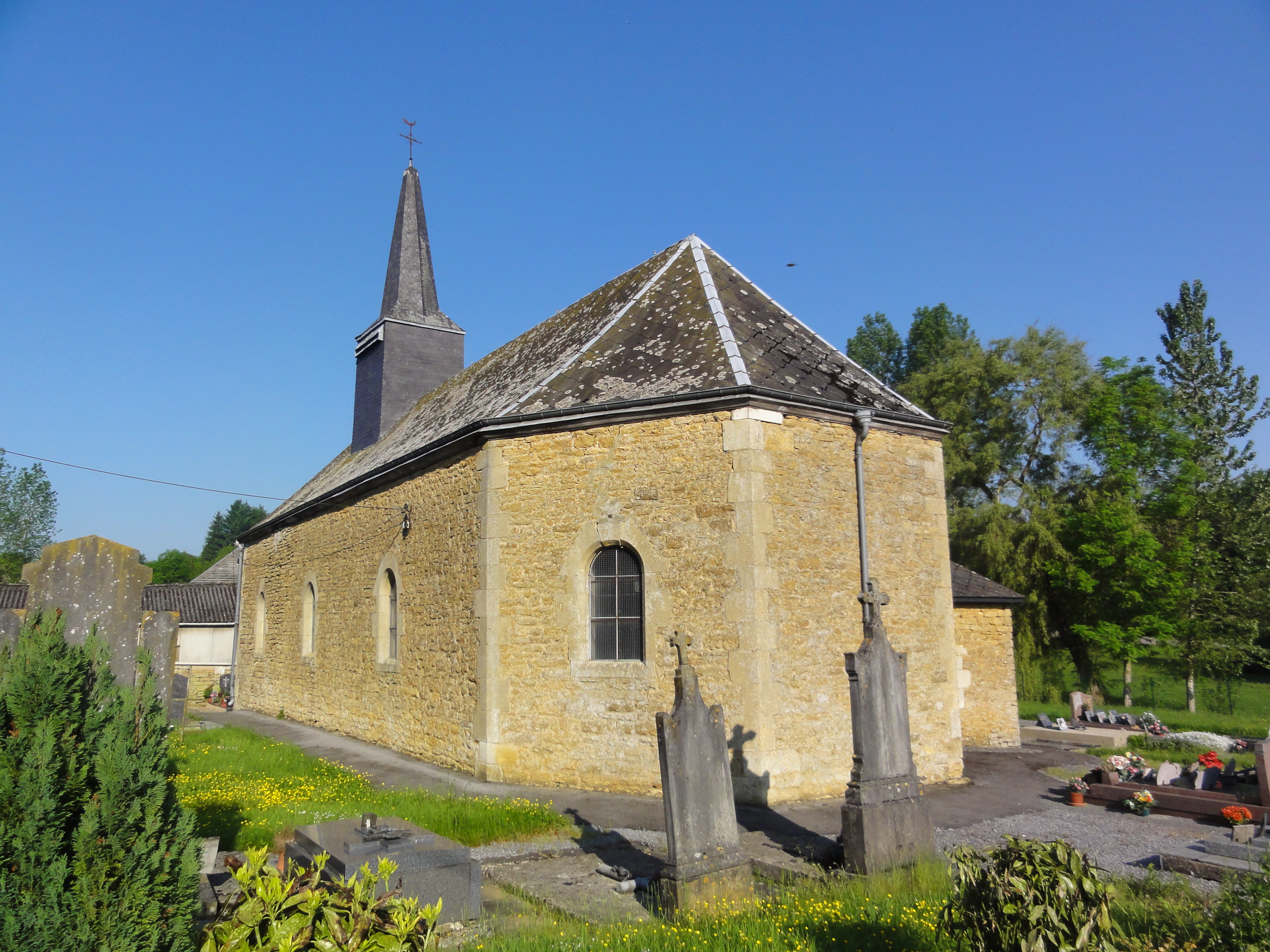
Église Saint-Nicaise de Girondelle.
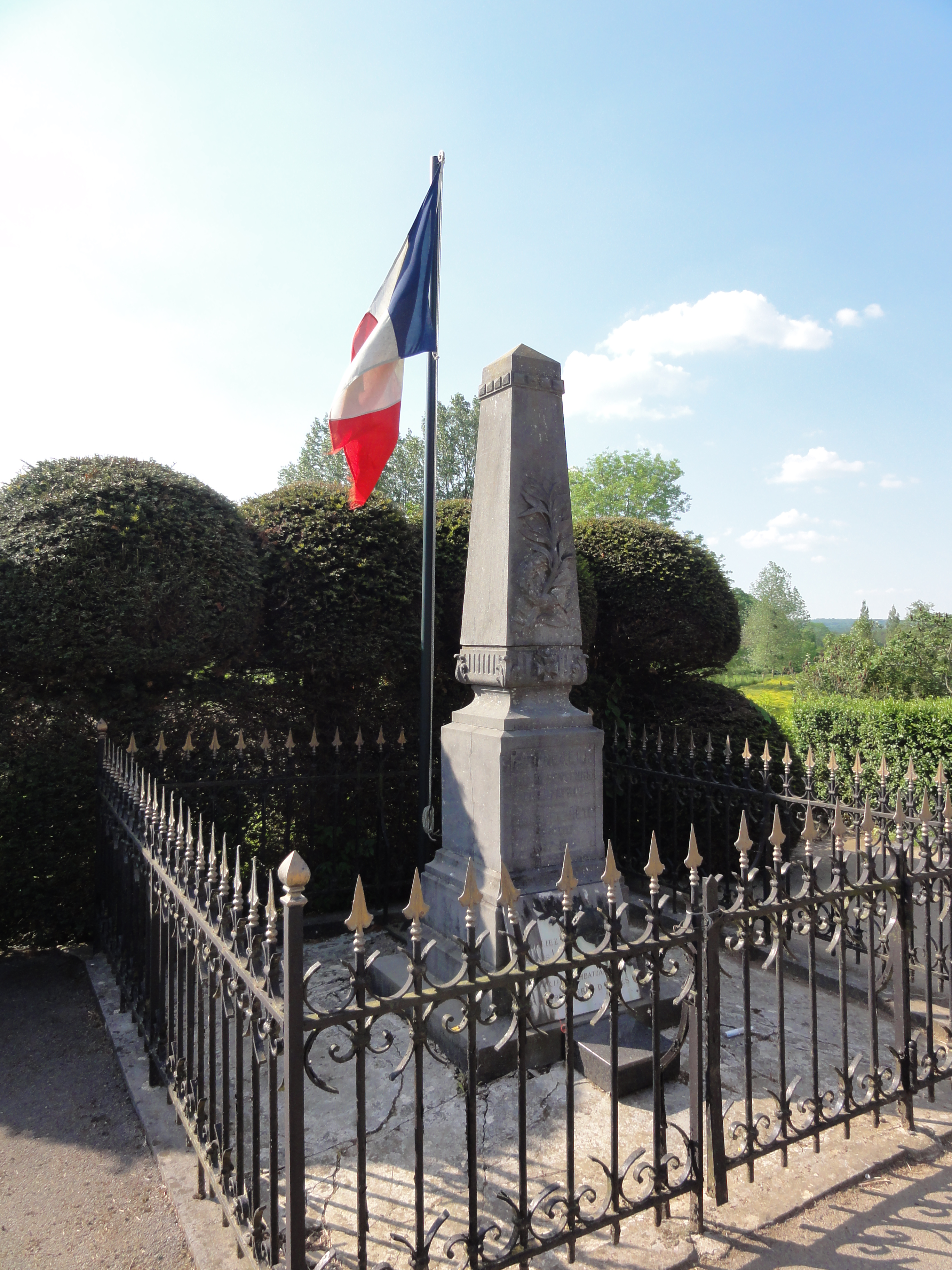
Monument aux morts de Girondelle.
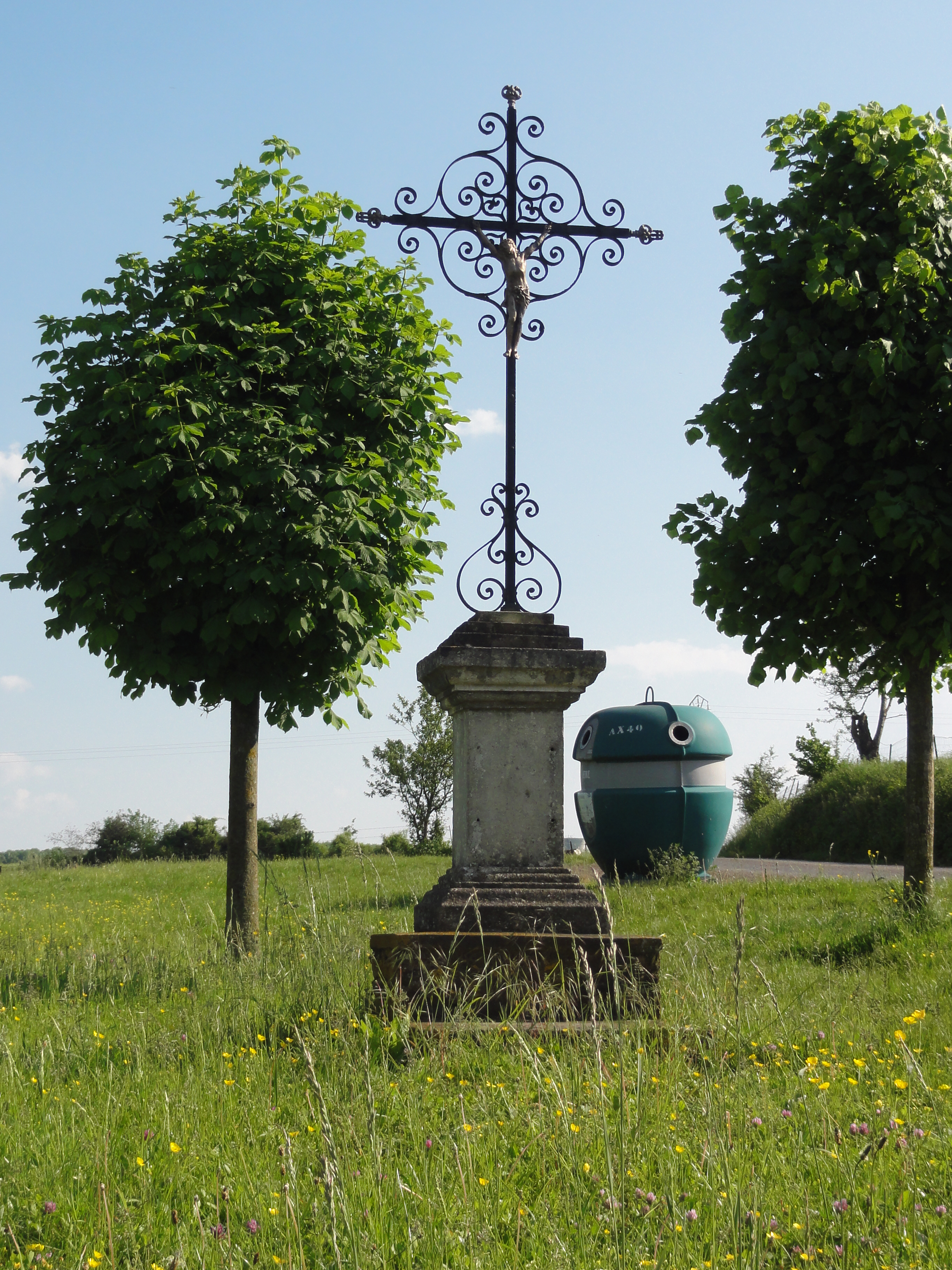
Croix de chemin à Girondelle.
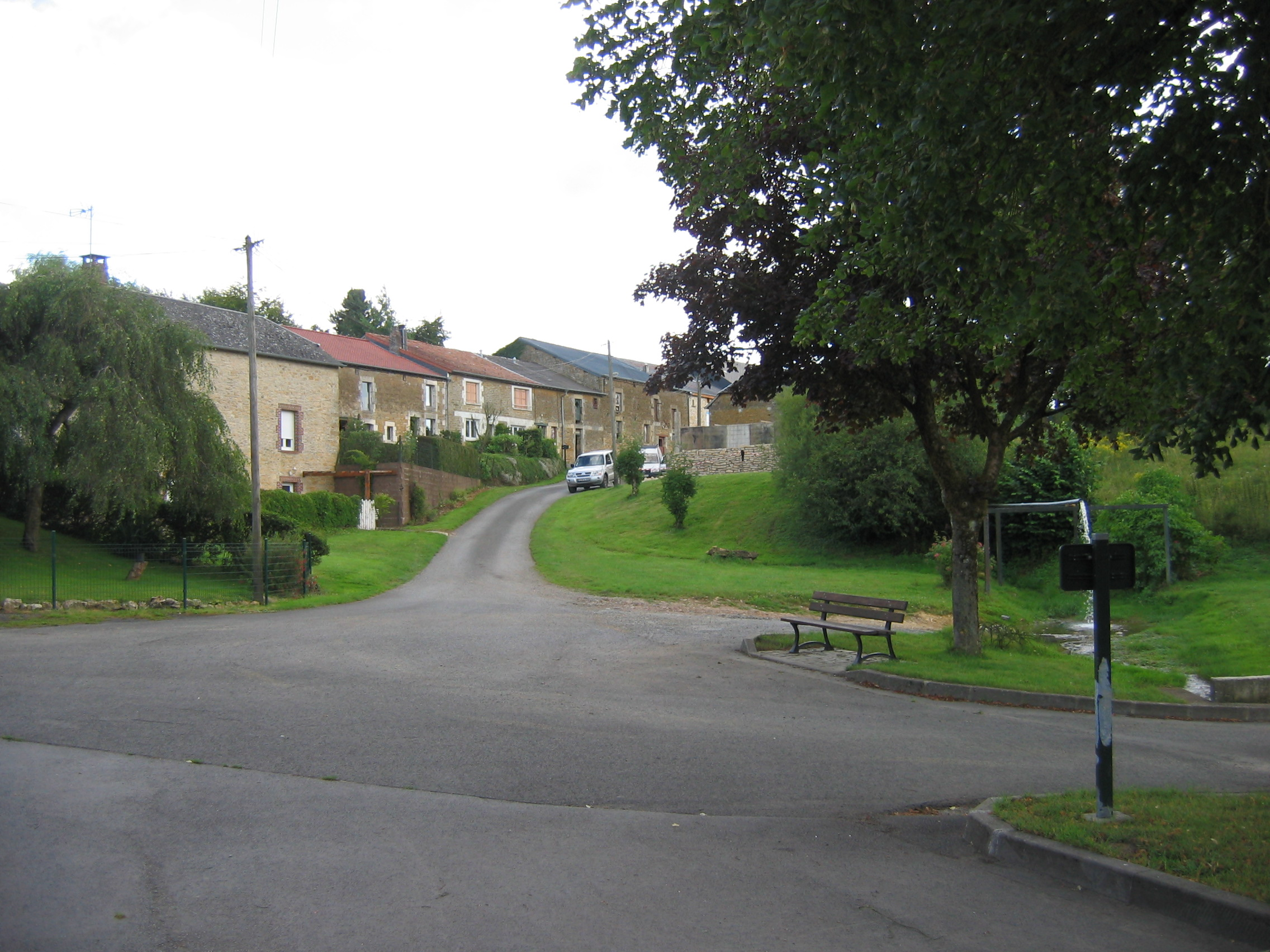
Le village.

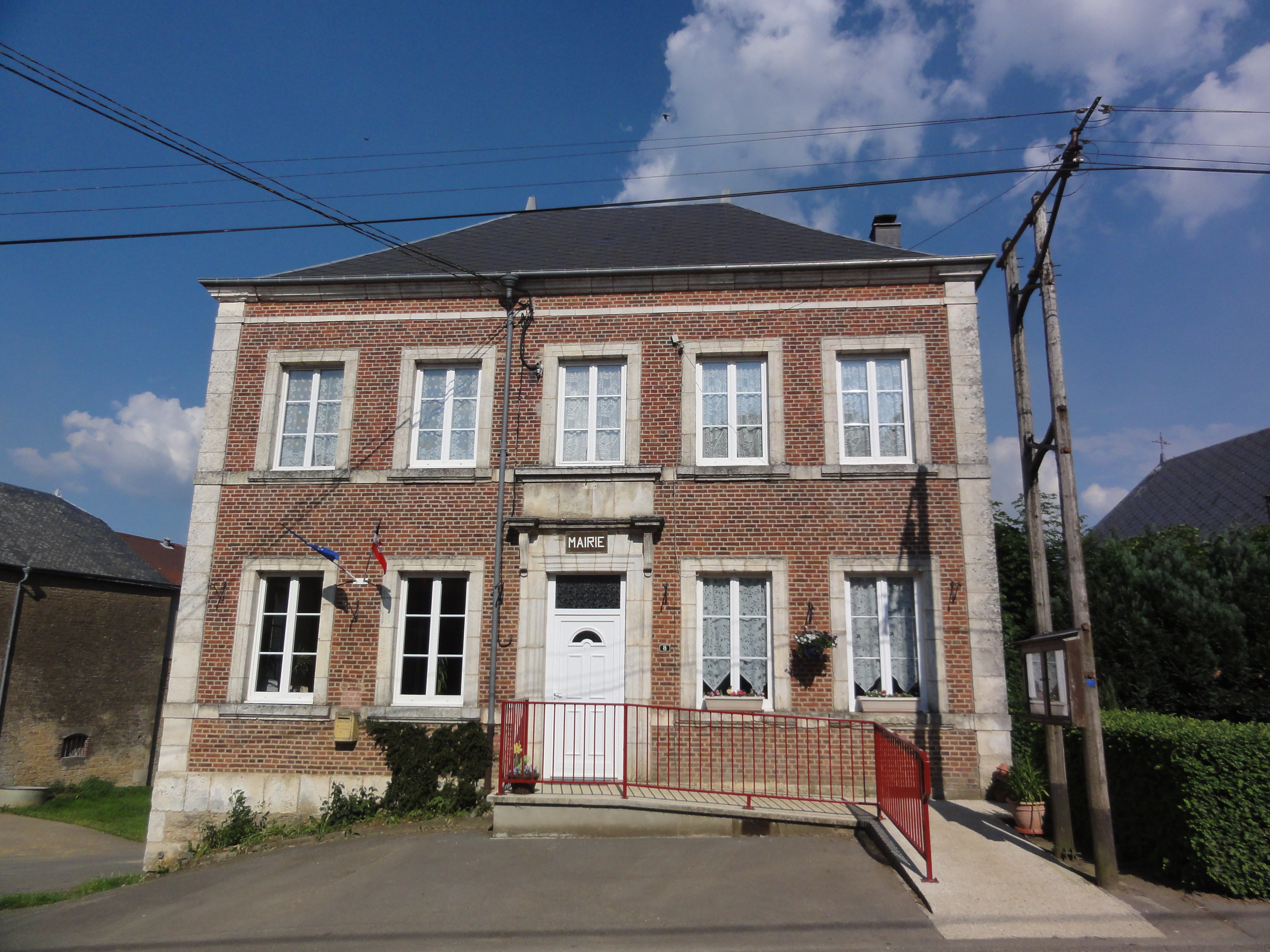
Ancienne mairie de Foulzy.
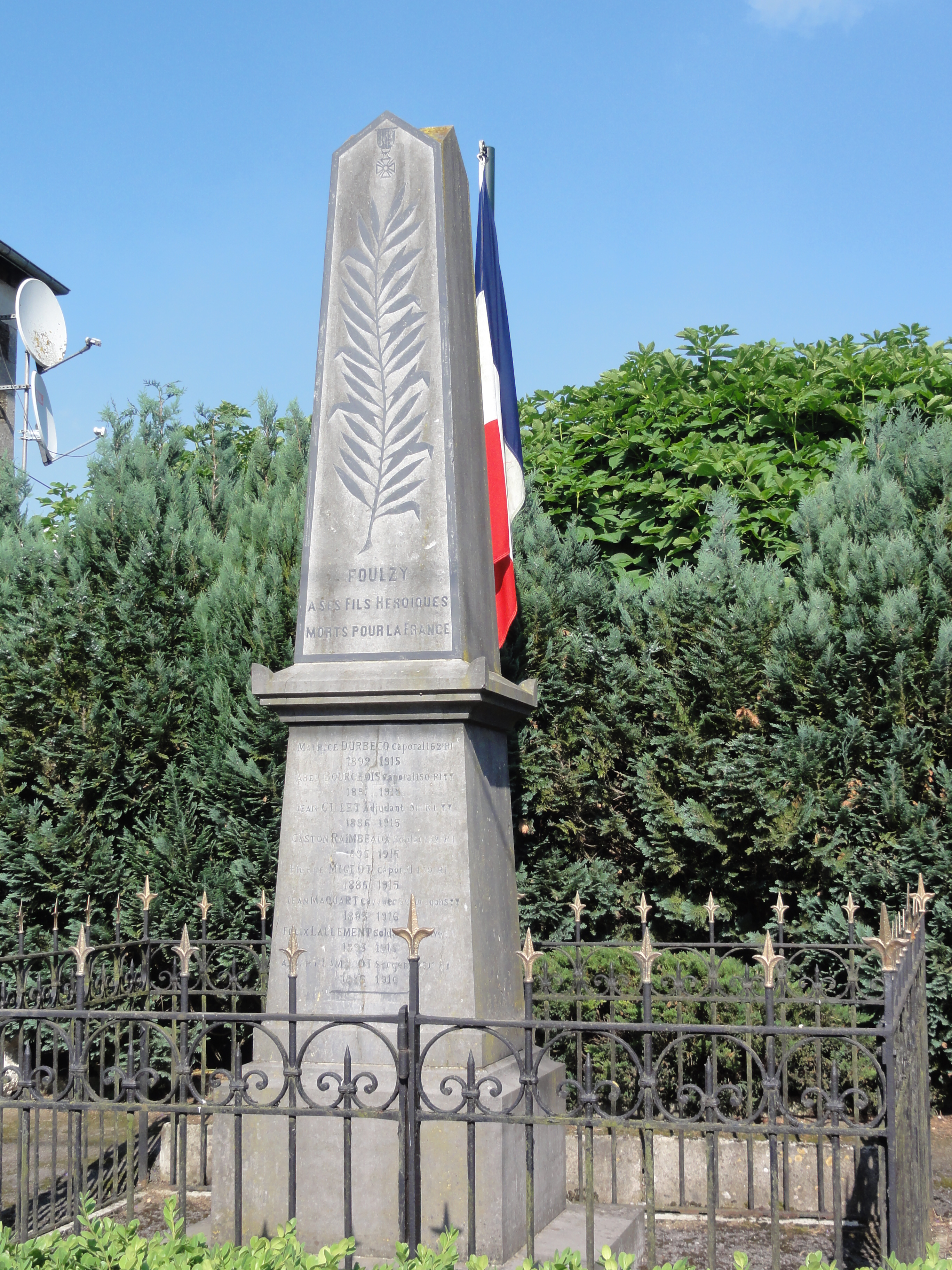
Monument aux morts de Foulzy.
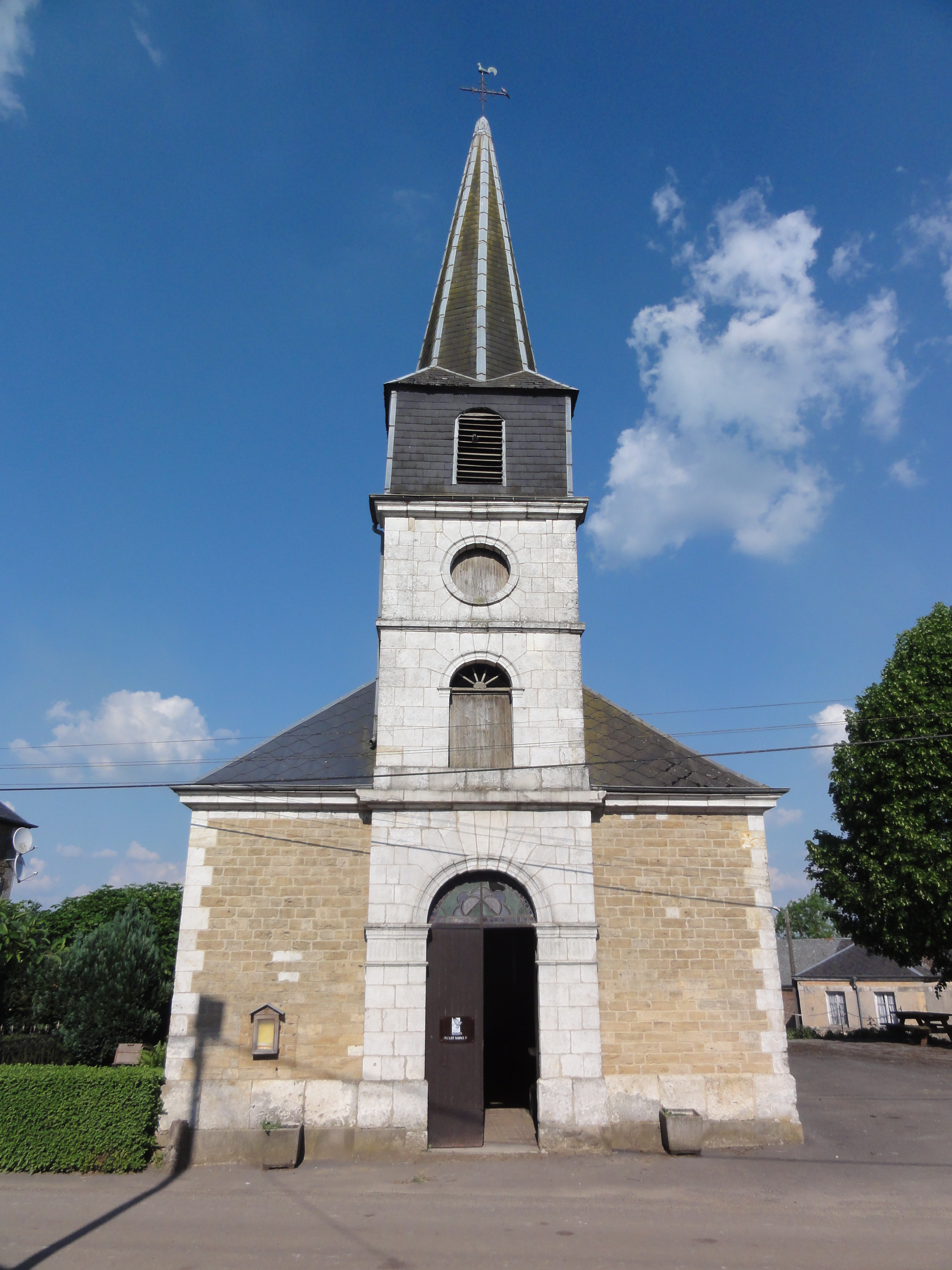
Église Saint-Remi de Foulzy.
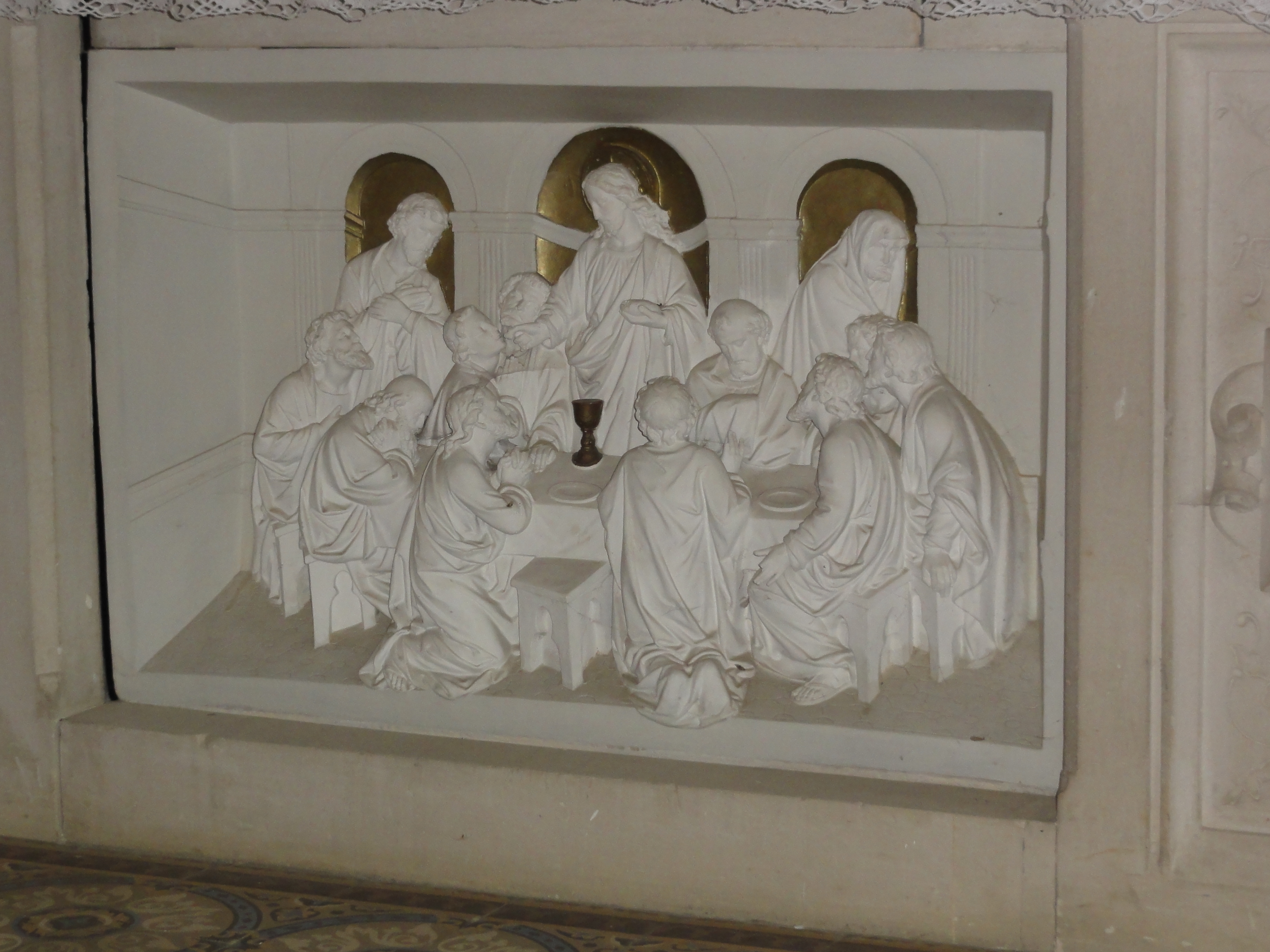
Église de Foulzy, autel : la Cène.
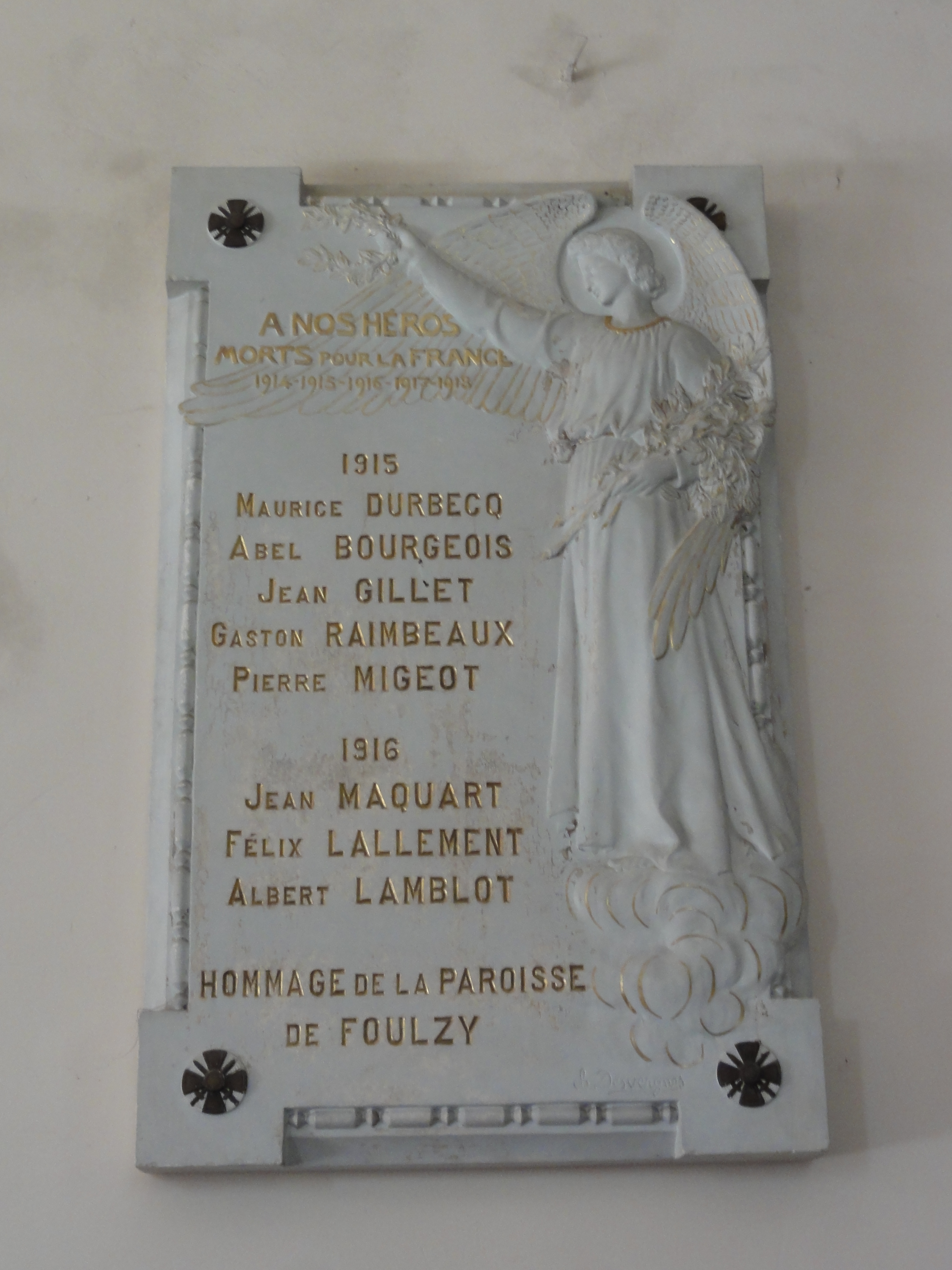
Église de Foulzy, monument aux morts de la paroisse.
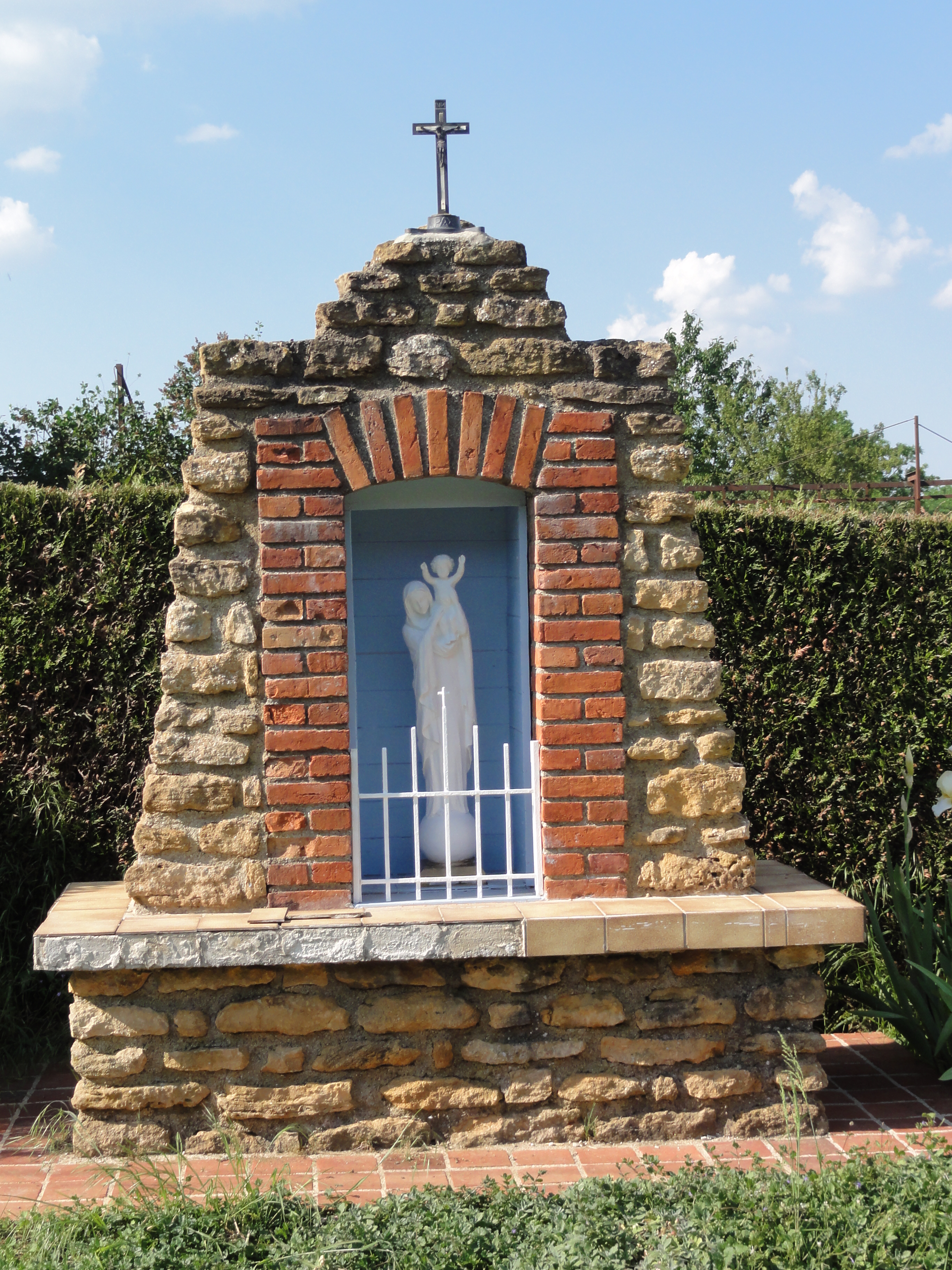
Chapelle à Foulzy.
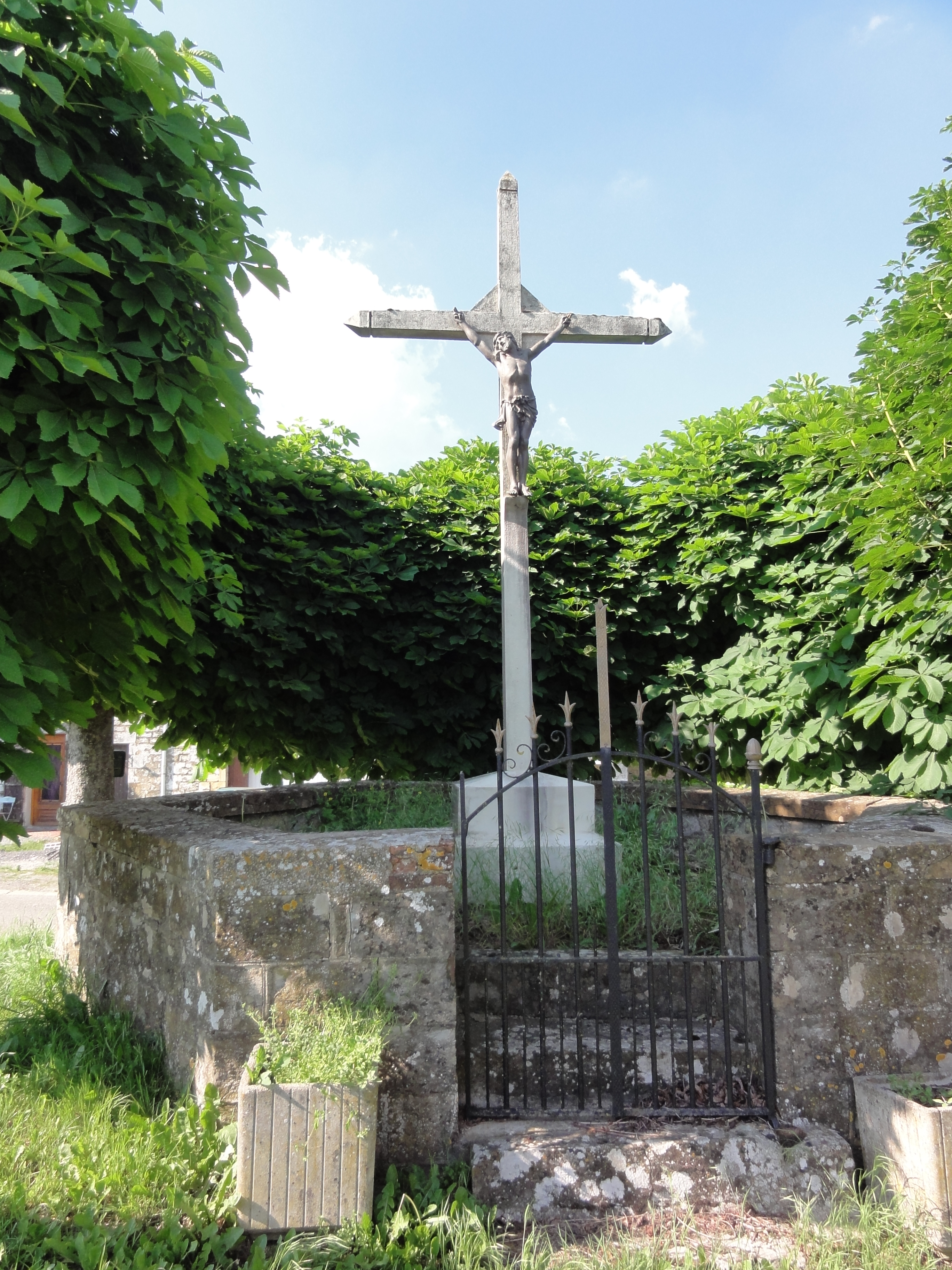
Croix de chemin à Foulzy.

### Personnalités liées à la commune
- Alfred Jennepin (1836-1914) instituteur et érudit local de Cousolre, né à Girondelle.